# Skyscraper (piosenka Demi Lovato)
Skyscraper – piosenka amerykańskiej wokalistki Demi Lovato. Jest to singiel promujący jej trzeci studyjny album zatytułowany Unbroken. Autorami piosenki są Kerli, Lindy Robbins i Toby Gad. Piosenka miała swoją premierę 12 lipca 2011 roku. W pierwszym tygodniu sprzedaży, Skyscraper został pobrany 176,000 razy w Stanach Zjednoczonych. W USA utwór od dnia swojego debiutu sprzedał się w nakładzie ponad 1,2 miliona kopii, dzięki czemu uzyskał status platynowego. Dodatkowo pokrył się złotem w Australii i Nowej Zelandii.

## Teledysk
Teledysk do piosenki miał premierę 13 lipca 2011 roku o godzinie 7PM ET/PT oraz 11:30 PM ET/PT na amerykańskim kanale E! News. Przed premierą singla, 8 lipca 2011 roku na oficjalnym kanale YouTube Demi Lovato pojawił się teaser klipu. Reżyserem teledysku jest Mark Pellington. Do tej pory w serwisie YouTube klip odtworzono prawie 140 mln razy.

## Hiszpańska wersja Skyscraper
21 lipca 2011 roku podczas livechatu ze swoimi fanami, Demi zaprezentowała hiszpańską wersję piosenki "Skyscraper" zatytułowaną "Rascacielo". Piosenka pojawiła się również na oficjalnym kanale YouTube Demi.

## Nagrody i Nominacje
| Rok  | Nagroda               | Kategoria               | Wynik   |
| ---- | --------------------- | ----------------------- | ------- |
| 2011 | Teen Choice Awards    | Piosenka Lata           | wygrana |
| 2011 | J-14 Teen Icon Awards | Symboliczna Piosenka    | wygrana |
| 2011 | Youth Rock Awards     | Teledysk Roku           | wygrana |
| 2011 | Capricho Awards       | Teledysk międzynarodowy | wygrana |